# Ole Paus (General)

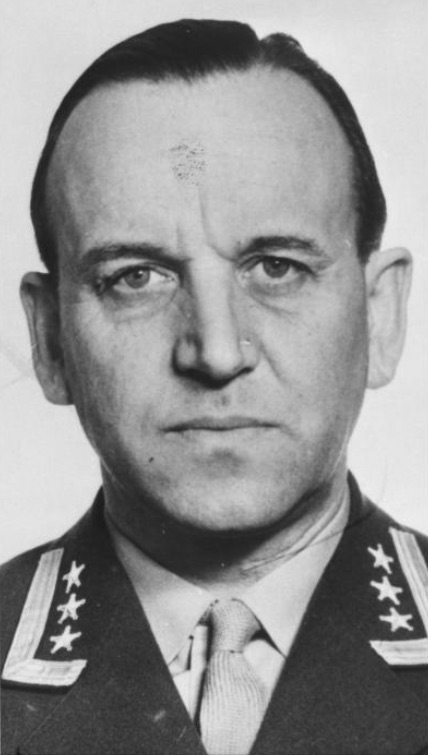
General Ole Paus, damals als Oberst, in den 1950er Jahren

Ole Otto Paus (* 26. Juni 1910 in Wien; † 6. April 2003 in Oslo) (Aussprache [ˈuːlɛ ˈpæʉs]), in Österreich-Ungarn Ole von Paus genannt, war ein norwegischer Generalmajor. Er wuchs in Wien als Sohn des dortigen norwegischen Konsuls auf und kam erst als junger Erwachsener 1929 nach Norwegen, wo er als Offizier ausgebildet wurde. Während des Zweiten Weltkriegs nahm er während der Kämpfe 1940 als Adjutant des norwegischen Oberbefehlshabers Otto Ruge teil und wurde später Leiter der Heeresgruppe im militärischen Geheimdienst des norwegischen Exil-Oberkommandos in London und damit einer der Gründer des norwegischen Geheimdienstes. Nach seiner Rückkehr von London nach Norwegen im Jahr 1945 erhielt er eine Schlüsselrolle beim Wiederaufbau und der Führung der norwegischen Streitkräfte während des Kalten Krieges. Er war Stabschef der Norwegischen Deutschland-Brigade und in den 1950er Jahren Militärattaché in Schweden und Finnland. Von 1964 bis 1971 war er Oberbefehlshaber in Mittelnorwegen. Von 1971 bis 1974 war er Land Deputy der Allied Forces Northern Europe, d. h. einer der Stellvertreter des NATO-Oberbefehlshabers für Nordeuropa und ranghöchste Norweger in der NATO-Kommandostruktur.

## Familie und Kindheit

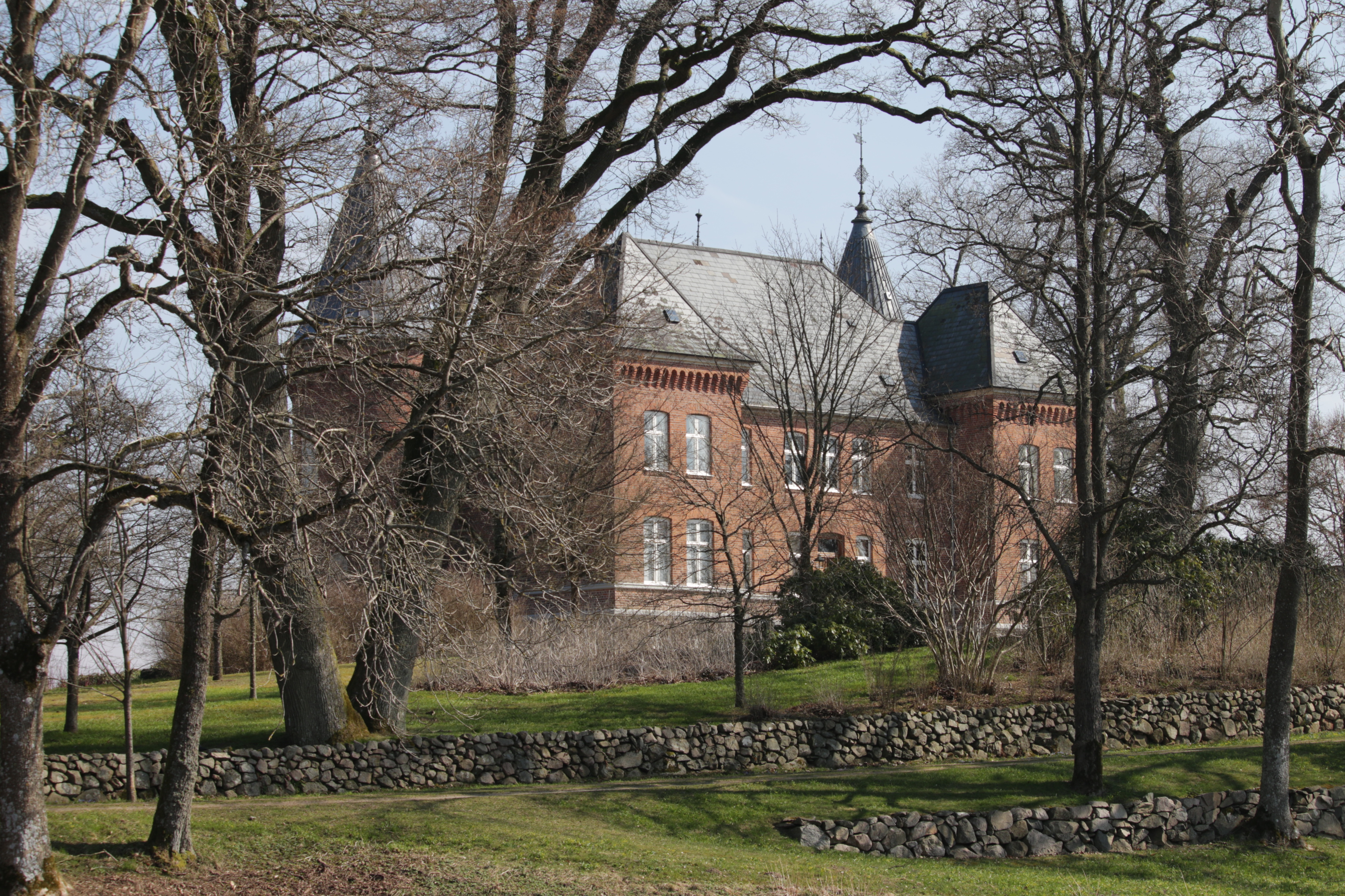
Das Schloss Kvesarum in Schonen gehörte bis 1951 der Familie

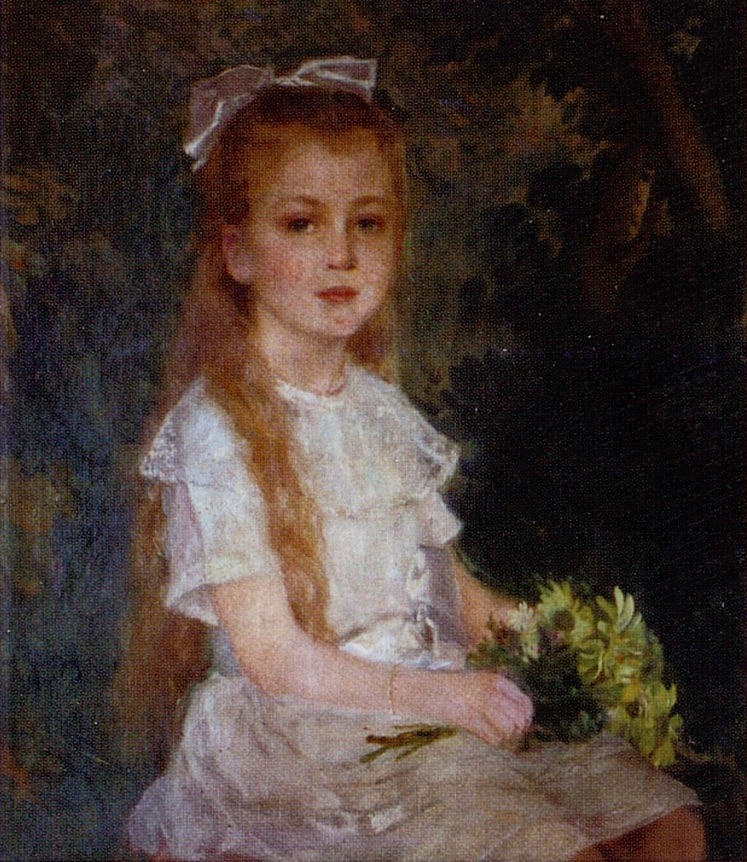
Seine Schwester Helvig (von) Paus, 1915 von Eilif Peterssen gemalt

Ole (von) Paus wurde in Wien geboren und gehörte väterlicherseits der wohlhabenden norwegischen Industriellenfamilie Paus aus Oslo an, die Nachkommen von Peder Povelsson Paus sind. Er war Sohn des Großkaufmanns und damaligen norwegischen Konsuls in Wien Thorleif (von) Paus (1881–1976) und dessen aus Wien stammenden Ehefrau Gabrielle („Ella“) Stein (1883–1971), Tochter des Wiener Juristen August Stein. Die österreichische Familie seiner Mutter war Ende des 19. Jahrhunderts vom Judentum zum Katholizismus konvertiert; selbst wurde er im lutherischen Glauben der väterlichen Familie erzogen. Der Familienname wurde in Österreich-Ungarn bis 1919 offiziell „von Paus“ (teilweise auch „de Paus“) geschrieben; die Familie verwendet dieses Prädikat auf Norwegisch nicht. Ole Paus sprach Deutsch als Muttersprache und lernte Norwegisch erst als junger Erwachsener. Er wurde nach seinem Großvater, dem Osloer Stahlindustriellen Ole Paus, benannt; der Großvater war ein Vetter Henrik Ibsens.
Als Ole Paus geboren wurde, lebte die Familie in einer Wohnung in der Marokkanergasse 18 im Botschaftsviertel im Zentrum von Wien; dies ist auch die genaue Adresse, an der die Hauptfigur der Fernsehserie Kommissar Rex lebt. Um 1911 zog die Familie in eine große Villa in der Auhofstraße 78C in Unter Sankt Veit. Dort hatten sie u. a. Besuche von Fridtjof Nansen und Roald Amundsen. Sein Vater wurde infolge der Auflösung der schwedisch-norwegischen Union 1905 bereits als 23-jähriger Konsulatssekretär des mittlerweile aufgelösten gemeinsamen schwedisch-norwegischen Generalkonsulats der amtierende Vertreter des Königreichs Norwegen in Österreich-Ungarn; Die Zeit meinte, „selten hat sich ein junger Diplomat in so verwantwortungsvoller Lage befunden wie Herr v. Paus, da ihm doch in kürzester Zeit die Aufgabe bevorsteht, bei der Wiener Regierung die Anerkennung der Unabhängigkeit seines Staates zu erwirken.“ Thorleif v. Paus war auch als einzige Skandinavier beim Attentat von Sarajevo anwesend.
Er und seine ältere Schwester Helvig (von) Paus (1909–1976) wuchsen nach der Scheidung ihrer Eltern in Wien auf. Ihr Vater kehrte 1918 nach Norwegen zurück und ließ sich später als Gutsbesitzer in Schonen nieder. Der Vater war ab 1935 mit der Gräfin Ella Moltke (1899–1971), geborene Glückstadt, Mitglied einer der prominentesten jüdischen Geschäftsdynastien Dänemarks, verheiratet.
Seine Mutter Ella Paus und ältere Schwester Helvig Paus flohen 1938 wegen des Anschlusses aus Österreich nach Oslo. Er ist Vater des Musikers Ole Paus und Großvater des Komponisten Marcus Paus.

## Karriere
Ole Paus besuchte das Elitegymnasium Theresianum in Wien und legte dort 1929 die Matura ab. Danach übersiedelte er als 19-Jähriger nach Norwegen und besuchte die norwegische Militärakademie Krigsskolen, wo er 1932 als Offizier ausgebildet wurde. Er besuchte später die militärische Hochschule Norwegens (1938), die Senior Officers’ School Großbritanniens (1947) und die NATO Defense College in Paris (1963). Einige Zeit studierte er in den 1930ern auch Rechtswissenschaften in Oslo.
1932 wurde er Leutnant in der Kavallerie; seit 1938 war er Aspirant im Generalstab Norwegens. Während des Zweiten Weltkriegs nahm er während der Kämpfe 1940 als Adjutant des norwegischen Oberbefehlshabers Otto Ruge teil. 1943 wurde er in Norwegen von den deutschen Behörden festgenommen, konnte jedoch aufgrund seiner deutschen Muttersprache fliehen, indem er wütend auf Deutsch mit seinen Wachen sprach, floh nach Schweden und wurde für den Rest des Krieges dem norwegischen Exil-Oberkommando in London angegliedert. In London wurde er Leiter der Heeresgruppe im militärischen Geheimdienst und damit einer der Gründer des norwegischen Geheimdienstes.
Nach seiner Rückkehr von London nach Norwegen als Major im Jahr 1945 erhielt er eine Schlüsselrolle beim Wiederaufbau und der Führung der norwegischen Streitkräfte während des Kalten Krieges. Er war 1949 Stabschef der Norwegischen Deutschland-Brigade und ab 1950 Abteilungsleiter im Oberkommando des Heeres. Von 1953 bis 1956 war in der norwegischen Botschaft in Stockholm als Militärattaché für Schweden und Finnland stationiert.
Nach weitere Leitungsfunktionen u. a. im Stab des Generalinspekteurs der norwegischen Streitkräfte war er von 1964 bis 1971 Oberbefehlshaber in Mittelnorwegen und wurde 1964 als Generalmajor ernannt, damals der höchste Dienstgrad, der Karriereoffizieren in Norwegen verliehen wurde. Von 1971 bis 1974 war er Land Deputy der Allied Forces Northern Europe (AFNORTH), d. h. einer der Stellvertreter des NATO-Oberbefehlshabers für Nordeuropa und ranghöchste Norweger in der NATO-Kommandostruktur. AFNORTH hätte in einer möglichen Krieg mit der Sowjetunion das Kommando über alle NATO-Streitkräfte in Dänemark, Norwegen, Norddeutschland, der Ostsee und der Nordsee, und führte die militärische Planung für ein solches Kriegsszenario durch.
Seit seiner Pensionierung war er Mitglied des staatlichen norwegischen Instituts für Militärforschung (Institutt for forsvarsstudier). Dort schrieb er seine Erinnerungen über den Krieg 1940. Er forschte auch an seiner eigenen Familie, Paus.

## Beförderungen
- 1932: Oberleutnant (løytnant)
- 1943: Hauptmann (kaptein)
- 1945: Major
- 1951: Oberstleutnant (oberstløytnant)
- 1956: Oberst
- 1964: Generalmajor (damals der höchste Dienstgrad, der Karriereoffizieren in Norwegen verliehen wurde)

## Ehrungen
- Kommandeur des Schwertordens
- Kommandeur des Sankt-Olav-Ordens (1973)
- Deltagermedaljen